# Jechiel Rajchman
Jechiel Mejer Rajchman (ur. w czerwcu 1914 w Łodzi, zm. 7 maja 2004 w Montevideo) – polski Żyd, przedsiębiorca, więzień i uczestnik buntu w niemieckim obozie zagłady Treblinka II, „robinson warszawski”. Autor świadectwa Ocalałem z Treblinki. Świadek w procesach zbrodniarzy nazistowskich.

## Życiorys

### Dzieciństwo i młodość
Jechiel Rajchman urodził się w tradycyjnej rodzinie żydowskiej, prawdopodobnie posługującej się na co dzień językiem jidysz. Był najstarszym dzieckiem Efraima i Chawy z domu Danzinger Kron. Miał pięcioro rodzeństwa: braci Mojszego (Mońka) i Icchoka oraz siostry Racę, Rywkę (Rebekę) i Rachelę (Ruszkę).
W wieku 16 lat był zmuszony podjąć pracę zarobkową ze względu na trudną sytuację materialną rodziny. Rok później zmarła jego matka. Na temat tego okresu w życiu Rajchmana istnieje stosunkowo niewiele informacji. Wiadomo jedynie, że pracował w przemyśle włókienniczym. Jego kariera w tej branży rozwijała się szybko, gdyż w momencie wybuchu II wojny światowej prowadził już własne przedsiębiorstwo.

### Pierwsze lata okupacji
Wkrótce po rozpoczęciu niemieckiej okupacji Jechiel wraz z siostrą Rywką opuścił Łódź i przeniósł się do Pruszkowa, gdzie prawdopodobnie miał nadzieję uzyskać pomoc od swoich polskich partnerów biznesowych (październik 1939). Przez pewien czas oboje mieszkali w pruszkowskim getcie, lecz po upływie kilku miesięcy uległo ono likwidacji, na skutek czego rodzeństwo zostało rozdzielone. Rywka wraz z innymi z kobietami i dziećmi została przesiedlona do getta warszawskiego, podczas gdy Jechiel trafił do obozu pracy zorganizowanego przez Niemców na terenie Zakładów Naprawczych Taboru Kolejowego w Pruszkowie.
Jesienią 1941 obóz został zlikwidowany, a Rajchman wraz z pozostałymi więźniami trafił do getta warszawskiego. Tam ponownie połączył się z siostrą. W tym czasie warunki bytowe w getcie były już tragiczne, a jego mieszkańcy masowo umierali na skutek głodu i chorób. W tej sytuacji Rajchman postanowił opuścić stolicę. Udało mu się wraz z siostrą przedostać do getta w Ostrowie Lubelskim, gdzie przebywali do jesieni 1942, utrzymując się z wyprzedawania posiadanych rzeczy.

### Treblinka
7 października 1942 Niemcy przystąpili do likwidacji ostrowskiego getta. Kilkuset najbardziej niedołężnych Żydów zostało zamordowanych na miejscu. Pozostałych, w liczbie ponad 3000, deportowano do obozów zagłady. 10 października transport, w którym znajdowali się Rajchmanowie, dotarł do obozu w Treblince. Jeszcze tego samego dnia Rywka zginęła w komorze gazowej wraz z większością Żydów z Ostrowa. Jechiel uniknął natychmiastowej śmierci, gdyż w trakcie „selekcji” podał się za fryzjera.
Początkowo Rajchman był więziony na terenie tzw. dolnego obozu (strefa przyjęć), gdzie zajmował się sortowaniem rzeczy zrabowanych przez Niemców zamordowanym Żydom oraz pracował w komandzie „fryzjerów”, obcinających włosy kobietom kierowanym do komór gazowych. Po pewnym czasie został przeniesiony do „górnego obozu” (strefa masowej eksterminacji), gdzie trafił najpierw do komanda tragarzy zwłok, a następnie do komanda „dentystów”, zajmujących się wyrywaniem złotych zębów zagazowanym. Był świadkiem kaźni dziesiątków tysięcy Żydów eksterminowanych w Treblince, bestialstw dokonywanych przez poszczególnych członków załogi, a także działań podejmowanych przez Niemców w celu zatarcia śladów zbrodni.
Mimo głodu, nieustannego bicia i zarażenia tyfusem Rajchman zdołał przetrwać w obozie niemal 10 miesięcy. Uczestniczył w buncie więźniów Treblinki (2 sierpnia 1943), w trakcie którego udało mu się uciec z obozu.

### Po ucieczce z obozu
Po ucieczce z Treblinki Rajchman wraz z grupą współwięźniów ukrywał się przez pewien czas w okolicznych lasach. Po kilku tygodniach postanowił jednak odłączyć się od grupy i zaryzykować samotną podróż do Warszawy. Korzystając z pomocy napotkanych po drodze Polaków dotarł do podwarszawskiego Piastowa, gdzie mieszkał jego polski przyjaciel, Wacław Jarosz. Zaopatrzył on Rajchmana w fałszywe „aryjskie” dokumenty (wystawione na nazwisko pracownika kolei, Henryka Romanowskiego). Przez następny rok Rajchman ukrywał się w różnych miejscach na terenie Warszawy, Pruszkowa i Piastowa. Kilka miesięcy przebywał w mieszkaniu swojego przedwojennego partnera w interesach, ukrywając się czasem przez 18 godzin w schowku urządzonym pod jego łóżkiem.
Po wybuchu powstania warszawskiego Rajchman wyszedł z ukrycia. Zgłosił się na ochotnika do Zgrupowania „Chrobry II”, gdzie nie przyjęto go jednak ze względu na brak broni i przeszkolenia wojskowego. Ostatecznie trafił do oddziałów cywilnych PPS, gdzie zajmował się gaszeniem pożarów, ratowaniem zasypanych itp. Po upadku powstania postanowił pozostać w mieście. Wraz z trójką Żydów i Polką ukrył się w schronie skonstruowanym w wypalonym budynku pomiędzy ulicami Pańską i Śliską. Podobnie jak wielu innych „robinsonów warszawskich” ukrywał się w ruinach do momentu wyzwolenia Warszawy w styczniu 1945 roku.

### Losy powojenne
Po zakończeniu wojny Rajchman powrócił do Łodzi, gdzie dowiedział się, iż z całej rodziny przeżył tylko jego młodszy brat, Moniek. Poślubił Lilę Kleiman i podjął pracę jako dyrektor jednej z fabryk włókienniczych. Wstąpił do Koła Byłych Więźniów Treblinki, składał zeznania przed Główną Komisją Badania Zbrodni Niemieckich w Polsce, a także uczestniczył w wizjach lokalnych na terenie dawnego obozu zagłady. Po latach twierdził, iż proponowano mu objęcie wysokiego stanowiska w administracji tworzącej się wówczas Polski Ludowej. Ostatecznie jednak zdecydował się na emigrację. Pod koniec 1946 roku dzięki pomocy organizacji syjonistycznej „Bricha” wraz z żoną nielegalnie opuścił Polskę.
Rajchmanowie przebywali początkowo w Monachium, skąd przenieśli się do Francji, gdzie mieszkali przez półtora roku. Pod wpływem zaproszenia otrzymanego od wuja Lili podjęli decyzję o emigracji do Argentyny (wizę uzyskali dzięki pomocy organizacji „Joint”). W sierpniu 1948 zaplombowany pociąg, którym podróżowali, został zatrzymany w stolicy Urugwaju, Montevideo. Z powodu niepewności co do możliwości kontynuowania podróży oraz upału, który źle znosiła będąca w zaawansowanej ciąży Lila, uciekli z pociągu.
Pobyt w Urugwaju Rajchmanowie traktowali początkowo jako tymczasową przerwę w podróży. Ostatecznie – wobec trudności z uzyskaniem wizy wjazdowej do Argentyny – postanowili osiąść tam na stałe. Jechiel znalazł zatrudnienie w przemyśle włókienniczym, a po pewnym czasie otworzył własną działalność gospodarczą. W Urugwaju urodziło się trzech jego synów: Andrés, Daniel i José. Sprowadził tam także brata Mońka. Aktywnie uczestniczył w życiu żydowskiej diaspory w Urugwaju. Znalazł się w gronie inicjatorów i fundatorów muzeum i pomnika Holokaustu w Montevideo. W charakterze świadka uczestniczył w procesach zbrodniarzy nazistowskich – w pierwszym procesie załogi Treblinki w Düsseldorfie (1965) oraz w procesach Iwana Demianiuka w Cleveland (1981) i Jerozolimie (1987).

## Ocalałem z Treblinki
Możliwe, iż Rajchman przystąpił do spisywania wspomnień z obozu w Treblince jeszcze w okresie, gdy przebywał w ukryciu. Prawdopodobnie ich rękopis – jeżeli w ogóle istniał – nie przetrwał okupacji. Do spisywania wspomnień Rajchman powrócił po zakończeniu wojny – prawdopodobnie korzystając przy tym z pomocy żydowskiego poety Nachuma Bomzego. Pierwsza edycja wspomnień została jednak opublikowana dopiero w 1998 roku w Urugwaju (w j. hiszpańskim). Pierwsza edycja europejska ukazała się natomiast we Francji w 2009 roku. Wspomnienia Rajchmana zostały następnie przetłumaczone i opublikowane we Flandrii (2010), w Niemczech, Szwecji i Polsce (2011).